# Насосная (аэродром)
Военный аэродром Насосная (азерб. Nasosnı aviabazası) — военный аэродром Военно-воздушных сил СССР в период по 1992 год, после 1992 года — военный аэродром ВВС Азербайджана, расположенный в посёлке Гаджи-Зейналабдин, пригороде Сумгаита.

## История аэродрома
Аэродром расположен в западной части Сумгаита в административном подчинении поселка Гаджи-Зейналабдин города Сумгаит, Азербайджан.
Во время СССР аэродром использовался в военных целях. В период с апреля 1940 года по 10 октября 1941 года на аэродроме базировался 25-й истребительный авиационный Краснознамённый полк на самолётах И-15бис и И-16.
В сентябре 1941 года на аэродроме сформирован 480-й истребительный авиационный полк ПВО в 8-м истребительном авиакорпусе ПВО Бакинского района ПВО по штату 015/134 на самолётах И-16. С 14 августа по 12 октября 1942 года полк с аэродрома вел боевую работу в составе 8-го истребительного авиакорпуса ПВО Бакинской армии ПВО Закавказской зоны ПВО на самолётах ЛаГГ-3, И-16 и Як-7. основной задачей полка было прикрытие города Баку и Каспийского нефтедобывающего района. После войны полк входил в состав 8-го истребительного авиакорпуса ПВО Бакинской армии ПВО, с февраля 1949 года — 49-го истребительного авиакорпуса ПВО Бакинского района ПВО, с 1954 года — в состав 49-го истребительного авиакорпуса ПВО Бакинского округа ПВО. В начале 1950-х года полк перевооружен на реактивные истребители МиГ-15, а с середины 1950-х годов — на МиГ-17. 20 марта 1958 года полк расформирован в составе Бакинского округа ПВО на аэродроме.
В период с 1945 по 1992 годы на аэродроме постоянно дислоцировался 82-й истребительный авиационный полк ПВО (Войсковая часть (полевая почта) 40408), входя в состав соединений ПВО, прикрывавших Баку и Каспийский нефтедобывающий район. В 1992 году перешел под юрисдикцию ВС Азербайджана, дальнейшая судьба полка не установлена.
В период с декабря 1945 года по апрель 1946 года на аэродром была выведена и расформирована 199-я штурмовая Слонимская Краснознаменная авиационная дивизия в составе:
- 136-й штурмовой авиационный полк на Ил-2,
- 569-й штурмовой авиационный полк на Ил-2,
- 783-й штурмовой авиационный полк на Ил-2.

На аэродроме был размещен авиаремонтный завод (МиГ-25).

## Аварии и катастрофы
- Март 1970 года, 82-й истребительный авиационный полк ПВО. Во время испытаний самолёта после ремонта произошел сбой в работе систем. Самолёт упал в Каспийское море. Погиб старший лейтенант Петров Анатолий Акимович, 1944 года рождения.
- Весна 1977 года, 82-й истребительный авиационный полк ПВО. Во время учебных полётов потерпел катастрофу самолёт полка МиГ-25. Самолёт упал в море, лётчик старший лейтенант Пелешенко погиб.
- Осень 1977 года, 82-й истребительный авиационный полк ПВО. Выполняя полет по дублирующим приборам под шторкой лётчик старший лейтенант Рахимов ошибся в определении высоты. Перепутав высоту 1900 м с 900 м доложил о высоте 1900 м. Получив от РП команду снижаться с вертикальной скоростью 20 м/с до 1000 метров ответил «Выполняю» и врезался в землю. Летчик погиб.
- 18 октября 1989 г. катастрофа самолёта Ил-76, командир корабля полковник Калмыков А. И. НПМУ. Экипаж перевозил личный состав и технику дивизии ВДВ, участвовавшей в подавлении беспорядков на межнациональной почве в Баку. Через 6 мин после взлета ночью на высоте 1600 м разрушился, загорелся и через полторы минуты отвалился двигатель № 1. Его осколки пробили топливный бак, что привело к сильному пожару. Экипаж попытался вернуться на аэродром вылета. Катастрофическое развитие пожара привело к разрушению левого крыла. Самолёт потерял управление и упал в Каспийское море в 1,5 км от берега через 11 минут после начала пожара на предпосадочной прямой в 5250 м от торца ВПП с МК = 165°. Погибли 9 членов экипажа и 48 военнослужащих ВДВ. Причиной разрушения двигателя послужило разрушение межвального подшипника, после чего произошел обрыв вала турбины низкого давления из-за его интенсивного нагрева в результате трения маслоуплотнительной втулки по поверхности вала.
- 21 сентября 1990 года днем в ПМУ произошла авария самолёта МиГ-25пдс, пилотируемого заместителем командира эскадрильи военным летчиком 1-го класса майором Рассахатским А. С. Летчик произвел взлет в составе пары (по одному с интервалом 20 с) для выполнения полетного задания по упражнению 246 КБП АПВО ИДД-86 в качестве ведомого. После уборки шасси на высоте 100 м произошло высвечивание сигнализации «Расходный бак, остаток 100 л». Летчик доложил РП, выключил форсажи и приступил к выполнению захода на посадку с круга. После пролёта траверза ДПРС высветилась сигнализация «Нет подкачки топлива», а через 27 с после этого произошло выключение обоих двигателей. Доложив РП, летчик благополучно катапультировался. Причиной летного происшествия явилась остановка двигателей в полете из-за прекращения подачи топлива в расходный бак вследствие потери работоспособности поплавкового клапана системы командного давления топлива. Причина его отказа не установлена из-за отсутствия для исследования необходимых деталей.